# Lajes (Rio Grande do Norte)
Lajes é um município brasileiro localizado na região central do estado do Rio Grande do Norte, situado na Região Nordeste do Brasil. O município segundo Estimativa do Ibge em 2024 era de 10.108 habitantes e está localizado a 132 km da capital do estado, Natal.
O seu principal ponto turístico é a serra do Feiticeiro. O município é regionalmente conhecido por sua gastronomia, sendo reconhecido como ''A Terra do Bode''. Lajes também é amplamente conhecida por ter sido o o município em que foi eleita a primeira prefeita da América do Sul, em 1928, Alzira Soriano.

## História
O povoamento do território onde hoje se localiza o município de Lajes se iniciou efetivamente no século XIX, mais especificamente em 1825, com a instalação de uma fazenda, de propriedade de Francisco Pedro de Gomes Melo. Consequentemente, o local começou a se desenvolver, tornando-se ponto de descanso e parada obrigatória de boiadeiros que passavam por ali. Em 1895, Lajes tornou-se distrito de Jardim de Angicos (emancipado de Angicos em 1880), criado por uma lei municipal datada de 26 de janeiro daquele ano.
Conta a história de que, em 1903, próximo à serra do Feiticeiro, uma mãe pastoreava seu rebanho acompanhada de seu filho José Alexandrino, de apenas cinco anos e, ao entardecer, os dois se desencontraram. Três dias depois, o corpo da criança foi encontrado morto e em estado de decomposição sobre uma pedra. Próximo dessa pedra, batizada pelos moradores locais de Pedra do Anjo, foi construída uma capela dedicada à Divina Santa Cruz, tendo à frente um cruzeiro.
O desenvolvimento do povoado se acentuou em 1914, com a chegada da estrada de ferro Sampaio Correia (que fazia a ligação entre Natal e São Rafael), cuja estação ferroviária só foi inaugurada em 15 de setembro de 1918, hoje desativada. Ainda em 1914, através da lei estadual 360, sancionada em 25 de novembro, a sede municipal foi transferida de Jardim de Angicos para Lajes e, em 3 de dezembro de 1923, através da lei estadual 572, a criação do município de Lajes foi efetivada.

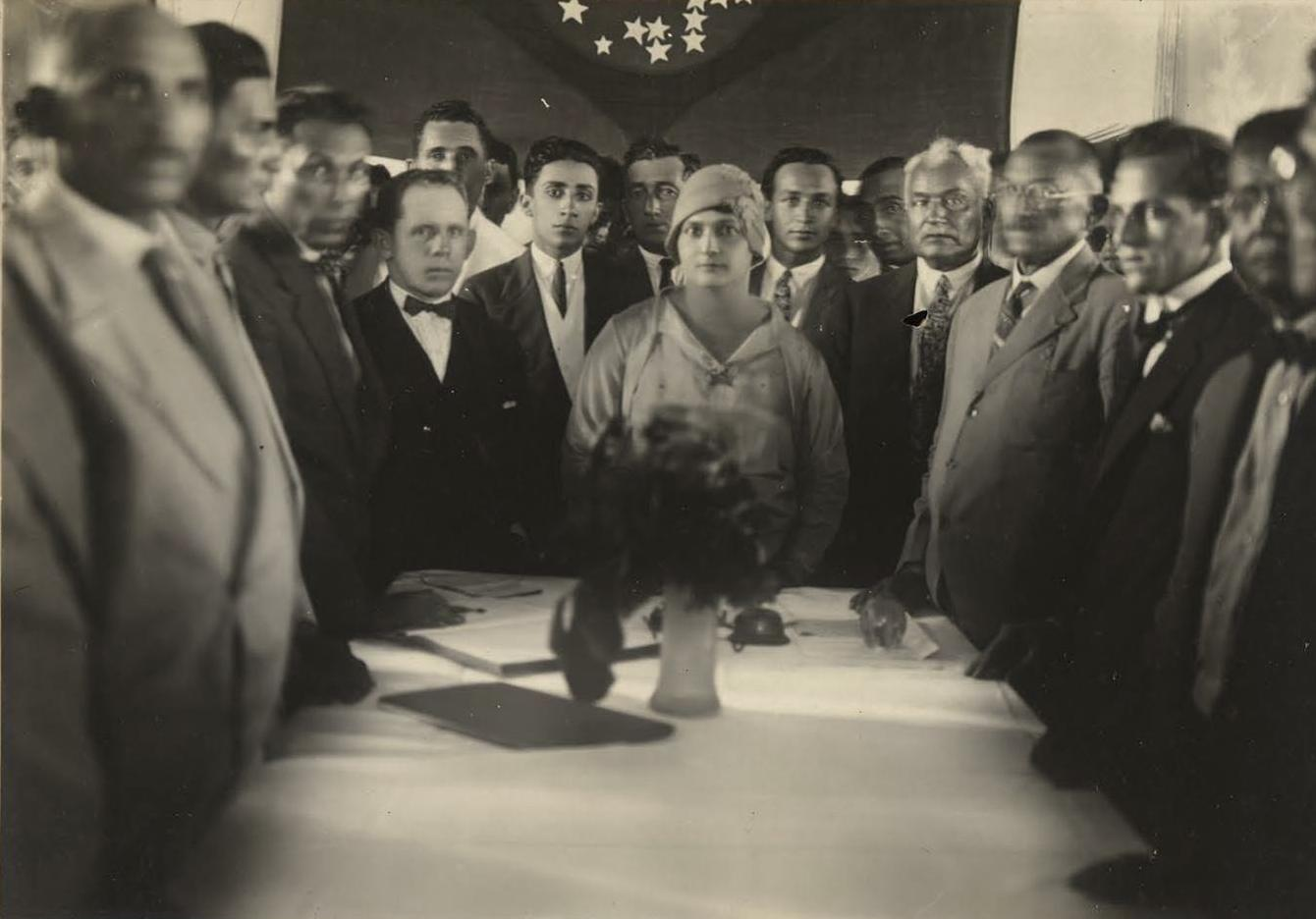
Posse de Alzira Soriano como prefeita de Lajes, em 1929.
Foto: Arquivo Nacional

Nas eleições municipais de 1928, disputaram dois candidatos: Luísa Alzira Teixeira Soriano (Alzira Soriano) e Sérvulo Pires Neto Galvão. Com mais de 60% dos votos, Alzira venceu a eleição, tornando-se a primeira prefeita do Brasil e da América do Sul, empossada em 1° de janeiro de 1929. No ano seguinte, com a eclosão de um movimento revolucionário, Alzira perdeu o cargo, sendo substituída por Adauto de Sá Leitão.
Em 30 de dezembro de 1943, o decreto estadual 268 alterou o nome do município para Itaretama, devido à abundância de pedras no local, voltando à sua denominação original em 11 de dezembro de 1953, através da lei estadual 1 032. Na década de 1950, por sucessivas leis estaduais, o município de Lajes chegou a ser subdividido em seis distritos, todos desmembrados na década seguinte e elevados à categoria de município: Caiçara do Rio do Vento, Jardim de Angicos, Jandaíra e Pedra Preta. Na década de 1960, a lei estadual 2 971, de 29 de outubro de 1963, criou o distrito de Firmamento, o único não emancipado, que faz parte do município até os dias atuais.

## Geografia
Com 676,625 km² de área, Lajes ocupa 1,2813% do território estadual e se subdivide em dois distritos: Lajes (sede) e Firmamento. Lajes está distante 128 km de Natal (115 km em linha reta), capital estadual, cujo acesso se dá através da BR-304. Limita-se a norte com Jandaíra; a sul Cerro Corá e São Tomé; a leste Caiçara do Rio do Vento, Jardim de Angicos e Pedra Preta e a oeste Angicos, Fernando Pedroza e Pedro Avelino. Segundo a nova divisão territorial do IBGE, o município de Lajes está situado na região geográfica imediata de Açu, inserida na região geográfica intermediária de Mossoró, sendo que, na antiga divisão, o município pertencia à microrregião de Angicos, que por sua vez era parte da mesorregião Central Potiguar.
O relevo do município é constituído pela Depressão Sertaneja, bem como pelo Planalto da Borborema. A geologia é marcada pela área de abrangência das rochas do Grupo Caicó, no embasamento cristalino, com idade entre 1,1 bilhão e 2,5 bilhões de anos, durante o período Pré-Cambriano. A norte estão os sedimentos da Bacia Potiguar, que inclui as formações Açu e Jandaíra, datadas do período Cretáceo, há cerca de oitenta milhões de anos.
Predominam os solos litólicos (neossolos), constituídos principalmente de areia, além de serem pedregosos e altamente férteis, com bons níveis de drenagem. Também existem, em menores porções, os solos bruno não cálcico, podzólico vermelho amarelo equivalente eutrófico (chamados, na nova classificação brasileira de solos, de luvissolos), areias quatzosas (neossolos) e planossolos. Por serem pouco desenvolvidos, são cobertos pela caatinga, típica do sertão, que perde suas folhas na estação seca e apresenta espécies de pequeno porte, algumas delas apresentando espinhos em sua estrutura. Entre as espécies mais encontradas estão: angico, aroeira, braúna, catingueira, facheiro, faveleiro, juazeiro, jurema-preta, mandacaru, marmeleiro, mofumbo e xique-xique.
Em Lajes está a nascente do rio Ceará-Mirim, na comunidade de Mulungu, cuja foz é o Oceano Atlântico, na localidade de Barra do Rio, que pertence ao município de Extremoz. O açude Juazeiro é o maior reservatório de água do município, com capacidade para 1,266 milhão de metros cúbicos (m³), seguido pelos açudes Caraúbas (350 000 m³), Gavião e Ameixa (ambos com capacidade para 100 000 m³). Apesar disso, a água utilizada para consumo populacional vem da Barragem Armando Ribeiro Gonçalves, através do Sistema Adutor Sertão Central-Cabugi.
Lajes possui um dos mais baixos índices pluviométricos do Rio Grande do Norte, de cerca de 400 mm (1930-2020), apresentando assim clima semiárido. Segundo dados da Empresa de Pesquisa Agropecuária do Rio Grande do Norte (EMPARN), referentes ao período de 1930 a 1985 e a partir de 1992, o maior acumulado de precipitação observado em Lajes foi de 171,4 mm em 3 de abril de 2008. Outros grandes acumulados foram 135 mm em 15 de abril de 1984, 129,2 mm em 22 de abril de 1940 e 108,2 mm em 31 de janeiro de 2008. Março de 1981, com 392 mm, é o mês mais chuvoso da série histórica, enquanto o recorde anual é de 1 021,6 mm em 2009. Desde julho de 2020, quando entrou em operação uma estação meteorológica automática da EMPARN em Lajes, as temperaturas variaram de 19,8 °C em 16 de junho de 2022 a 37,6 °C em 31 de outubro de 2023.
| Dados climatológicos para Lajes                                                                 | Dados climatológicos para Lajes | Dados climatológicos para Lajes | Dados climatológicos para Lajes | Dados climatológicos para Lajes | Dados climatológicos para Lajes | Dados climatológicos para Lajes | Dados climatológicos para Lajes | Dados climatológicos para Lajes | Dados climatológicos para Lajes | Dados climatológicos para Lajes | Dados climatológicos para Lajes | Dados climatológicos para Lajes | Dados climatológicos para Lajes |
| Mês                                                                                             | Jan                             | Fev                             | Mar                             | Abr                             | Mai                             | Jun                             | Jul                             | Ago                             | Set                             | Out                             | Nov                             | Dez                             | Ano                             |
| ----------------------------------------------------------------------------------------------- | ------------------------------- | ------------------------------- | ------------------------------- | ------------------------------- | ------------------------------- | ------------------------------- | ------------------------------- | ------------------------------- | ------------------------------- | ------------------------------- | ------------------------------- | ------------------------------- | ------------------------------- |
| Temperatura máxima recorde (°C)                                                                 | 37,2                            | 36,6                            | 35,9                            | 36                              | 35,2                            | 35,6                            | 35,4                            | 35,6                            | 36,1                            | 37,6                            | 37,5                            | 36,5                            | 37,6                            |
| Temperatura mínima recorde (°C)                                                                 | 21,9                            | 22,2                            | 21,9                            | 21,6                            | 19,9                            | 19,8                            | 20,2                            | 20,3                            | 21,1                            | 21,7                            | 21                              | 22                              | 19,8                            |
| Precipitação (mm)                                                                               | 31,1                            | 51,1                            | 98,9                            | 100,1                           | 58,3                            | 23,6                            | 15,3                            | 5                               | 2,5                             | 0,3                             | 1,8                             | 7,2                             | 395,2                           |
| Fonte: EMPARN (médias de precipitação: 1930-2021; recordes de temperatura: 26/07/2020-presente) |                                 |                                 |                                 |                                 |                                 |                                 |                                 |                                 |                                 |                                 |                                 |                                 |                                 |

## Política e administração
A administração municipal se dá através de dois poderes: executivo e legislativo. O primeiro é representado pelo prefeito, auxiliado pelo seu gabinete de secretários. O poder legislativo, por sua vez, é constituído pela câmara municipal, constituída por nove vereadores eleitos para mandato de quatro anos. Cabe à casa elaborar e votar leis fundamentais à administração e ao executivo, especialmente o orçamento municipal (conhecido como Lei de Diretrizes Orçamentárias).
Lajes se rege por sua lei orgânica, promulgada em 3 de abril de 1990, e abriga uma comarca do poder judiciário estadual, de segunda entrância, cujos termos são Caiçara do Rio do Vento e Pedra Preta. O município pertence à 17ª zona eleitoral do Rio Grande do Norte e possuía, em dezembro de 2016, 9 167 eleitores, de acordo com dados do Tribunal Superior Eleitoral (TSE), representando 0,382% do eleitorado potiguar.

## Feriados municipais
O seguintes dias são feriados no município de Lajes:
- 03 de Maio – dia de visitação à Capela da Divina Santa Cruz
- 03 de Dezembro – aniversário de emancipação política, social e administrativa do município.
- 08 de Dezembro – padroeira no município.